# Účastníci zájezdu (film)
Účastníci zájezdu je český film natočený v roce 2006 podle románu Michala Viewegha Účastníci zájezdu. Film pojednává o prázdninové cestě několika náhodně se setkavších lidí k moři do Chorvatska.
Přestože se příběh odehrává v Chorvatsku, natáčelo se v italském letovisku Sistiana. Natáčení částečně probíhalo také v České republice. Některé scény byly natočeny také v hostivařských ateliérech.

## Obsazení
| Anna Polívková     | Jolana                            |
| Bohumil Klepl      | otec Jolany                       |
| Eva Holubová       | matka Jolany                      |
| Martin Pechlát     | Vladimír                          |
| Květa Fialová      | Šarlota                           |
| Jana Štěpánková    | Helga                             |
| Jitka Kocurová     | průvodkyně Pavlína, řečená Pamela |
| Kristýna Leichtová | Denisa                            |
| Šárka Opršálová    | Irma                              |
| Eva Leinweberová   | Jitka                             |
| Martin Sitta       | Jarda                             |
| Ladislav Ondřej    | Jakub                             |
| Ondrej Kovaľ       | Max                               |
| Jaromír Nosek      | Ignác                             |
| Adrian Jastraban   | Oskar                             |
| Pavel Liška        | řidič Karel                       |
| Miroslav Krobot    | řidič Karel                       |
| Markéta Děrgelová  | turistka                          |

## Kritika
- Mirka Spáčilová, iDNES.cz  Účastníci zájezdu – zatím nejlepší film roku